# Universität Paul Cézanne Aix-Marseille III
Die Universität Paul Cézanne Aix-Marseille III (französisch Université Paul Cézanne Aix-Marseille III) war eine von drei staatlichen Universitäten im Großraum Marseille. Ihre Standorte befanden sich in der Provence in den Städten Aix-en-Provence und Marseille. Die Universität wurde nach der Neuordnung der französischen Universitäten durch das Loi Faure von 1968 aus Teilen der Universität der Provence Aix-Marseille I und der Universität des Mittelmeeres Aix-Marseille II im Jahre 1973 als dritte Universität im Raum Marseille gegründet. Benannt wurde sie nach dem aus Aix-en-Provence stammenden französischen Maler Paul Cézanne.
Im Jahr 2011 wurde sie aufgelöst und mit den anderen beiden Universitäten in Aix und Marseille zur Universität Aix-Marseille, der größten frankophonen Universität der Welt, zusammengefasst.

## Studienangebot
Es bestanden die Fachbereiche Recht und Politikwissenschaft (UFR de droit et de science politique), Betriebswirtschaftslehre (UFR d'économie appliquée), sowie Naturwissenschaft und Technik (UFR des sciences et techniques)
Der Universität angegliedert ist das Institut d’études politiques d’Aix-en-Provence, ein sozialwissenschaftliches Institut im Rang einer Grande école.

## Schwerpunkte und bekannte Institute
- Institut d’administration des entreprises (Institut für Unternehmensverwaltung, Business School)
- Département institut d'aménagement régional (Institut für Regionalplanung)
- Institut d'études françaises pour étudiants étrangers (Institut für französische Studien für ausländische Studenten)
- Institut de management public et de gouvernance territoriale (Institut für öffentliche Verwaltung und Gebietskörperschaften)
- Institut universitaire de technologie (Universitäres Institut für Technologie)
- Institut d’études politiques d’Aix-en-Provence

## Alumni
- Marie-Arlette Carlotti (* 1952), französische Politikerin
- Stefan J. Geibel (* 1968), deutscher Jurist
- Jörn Axel Kämmerer (* 1965), deutscher Rechtswissenschaftler
- Abdou Labo (* 1950), nigrischer Politiker
- Iulia Motoc (* 1967), rumänische Rechtswissenschaftlerin
- Roy Reding (* 1965), luxemburgischer Politiker
- Robert Uerpmann-Wittzack (* 1966), deutscher Rechtswissenschaftler
- Hubert Wurth (* 1952), luxemburgischer Diplomat